# Ilam
Pour l’article ayant un titre homophone, voir Eelam.
Pour les articles homonymes, voir Ilam (homonymie).
Ilam (en persan : ایلاﻡ, Ilâm) est la capitale de la province homonyme dans l'ouest de l'Iran. 

## Géographie
La chaîne montagneuse des Kabir Kuh ainsi que la frontière avec l'Irak sont situées à proximité[évasif].

## Population
La population d'Ilam est majoritairement d'origine kurde.